# Knox County (Maine)
Knox County is een county in de Amerikaanse staat Maine.
De county heeft een landoppervlakte van 947 km² en telt 39.618 inwoners (volkstelling 2000). De hoofdplaats is Rockland.